# Senna trolliiflora
Senna trolliiflora là một flowering plant species in the legume họ (Fabaceae).
It is a near-threatened species found only in Ecuador. Môi trường sống tự nhiên của chúng là các khu rừng ẩm ướt đất thấp nhiệt đới hoặc cận nhiệt đới.